# 横山源之助

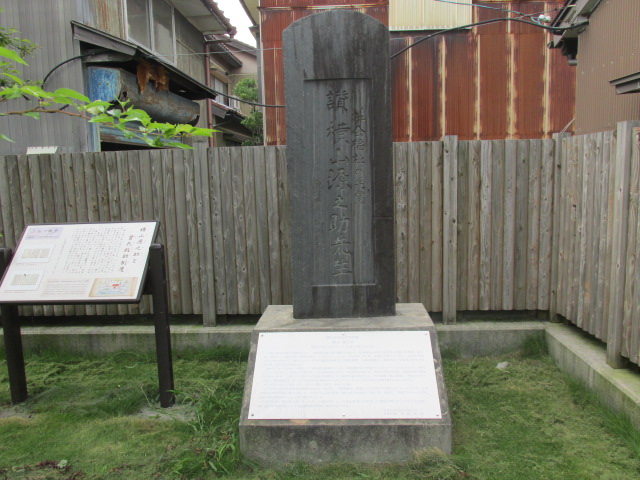
横山源之助記念碑（魚津市大町海岸公園）

横山 源之助（よこやま げんのすけ、1871年4月10日（明治4年2月21日） - 1915年（大正4年）6月3日）は、富山県中新川郡魚津町（現・魚津市）出身のジャーナリスト。号は天涯茫々生。他に有磯逸郎・無膓・夢蝶・漂天痴童・樹下石上人といった筆名を用いた。

## 経歴
魚津の網元の家に私生児として生まれ、すぐに左官職人の横山伝兵衛の養子となる。1881年、魚津明理小学校を卒業後、商家（醤油醸造業）に住み込み奉公をしながら独学し、1885年に富山県立富山中学校に1期生として入学する。しかし2年生の時に中退、代言人（弁護士）を目指して上京し、英吉利法律学校（現・中央大学）に学ぶ。その後、弁護士試験を数度にわたって受験するが合格できず、各地を放浪する。この時期に二葉亭四迷や内田魯庵、幸田露伴らと知り合う。特に二葉亭四迷からは強い影響を受け、ルポライターを目指すきっかけとなった。
1894年、毎日新聞社（旧横浜毎日新聞、現在の毎日新聞とは無関係）に記者として入社。代議士島田三郎，実業家佐久間貞一の援助によって、下層社会のルポルタージュを中心に活動をするようになる。この頃、下層社会の女性の救済を訴える立場から、晩年の樋口一葉のもとを何度か訪ね、親交を結んだ。
1896年から翌年にかけて、桐生足利、郷里魚津、阪神地方の調査を実施。帰京後、労働組合期成会に関与して、高野房太郎、片山潜を知る。1899年、『日本之下層社会』、『内地雑居後之日本』を相次いで刊行。同年、過労に倒れて帰郷、毎日新聞社を退社する。
1900年、「職工事情」調査に加わった後、再び上京。大井憲太郎と労働者の海外出稼を計画するが失敗。以後、『海外活動之日本人』、『怪物伝』、『南米渡航案内』、『明治富豪史』、『凡人非凡人』をそれぞれ刊行。1912年にはブラジルに渡航し、『南米ブラジル』を執筆した。
1915年6月3日に、東京市小石川区白山前町（現・文京区白山）にて永眠。享年45。
雑誌『新潮』の記者として臨終を看取った中村武羅夫は、「間借りの二階の六疊」で死の床にあった源之助が最期に「中村君……これが、人生といふものかねエ……」と言い遺した、と回顧している。
1987年、生家近くの魚津市新金屋公園に記念碑が建立された。碑には「社会福祉の先覚」と記されている。この記念碑はその後、「全集刊行によって郷土魚津にも取材した業績が明らかにされたのを機に」2008年に同市内の（米騒動発祥の地である）大町海岸公園に移設された。
全集は、明治文献が2巻分（第1巻と第3巻）を出して頓挫（1972 - 1974）。その後、社会思想社が立花雄一編集による全9巻・別巻2の全集の発行を企画したが、2000年から2001年にかけて3巻分（第1・2巻、別巻1）を刊行したところで、2002年に同社が倒産したため中断。社会思想社版の残りを法政大学出版局が引き継ぎ、2004年から刊行を再開、2007年に完結した。

## 著書
- 『日本之下層社会』教文館、1899年。 NDLJP:798849
  - 『日本の下層社会』岩波書店〈岩波文庫〉、1949年5月。改版、1985年4月。
  - 『日本之下層社会』中央労働学園、1949年6月。
- 『内地雑居後之日本』労働新聞社、1899年5月。NDLJP:785712
  - 『内地雑居後之日本 他一篇』岩波書店〈岩波文庫〉、1954年11月。
- 『海外活動之日本人』（有磯逸郎名義） 松華堂、1906年10月。 NDLJP:800865
- 『怪物伝』（有磯逸郎名義） 平民書房、1907年7月。 NDLJP:898224
- 『南米渡航案内』成功雑誌社、1908年7月。 NDLJP:767393 NDLJP:800976
- 『明治富豪史』易風社、1910年6月。
  - 『明治記録文学集』神崎清編 筑摩書房〈明治文学全集 ; 96〉、1967年9月、ISBN 4-480-10396-1
  - 社会思想社〈現代教養文庫〉、1989年6月。 ISBN 4-390-11300-3
  - 文元社〈教養ワイドコレクション〉、2004年2月。 ISBN 4-86145-063-2
  - 筑摩書房〈ちくま学芸文庫〉、2013年11月。 ISBN 978-4-480-09582-4
- 『凡人非凡人』新潮社、1911年7月。 NDLJP:778726
- 『南米ブラジル案内』南半球社、1913年11月。
- 『横山源之助全集』第1・3巻 明治文献、1972年 - 1974年。
- 『下層社会探訪集』立花雄一編 社会思想社〈現代教養文庫〉、1990年6月。ISBN 4-390-11338-0
  - 文元社〈教養ワイドコレクション〉、2004年2月。 ISBN 4-86145-064-0
- 『横山源之助全集』全9巻・別巻2 社会思想社→法政大学出版局、2000年10月 - 2007年4月。